# 2021년 두산 베어스 시즌
2021년 두산 베어스 시즌은 두산 베어스가 KBO 리그에 참가한 23번째 시즌이며, OB 베어스 시절까지 합하면 40번째 시즌이다. 김태형 감독이 팀을 이끈 7번째 시즌으로, 오재원이 주장이었으며, 부재 시 김재환이 임시 주장을 맡았다. 팀은 전반기를 7위로 마쳤으나, 후반기에 반등하여 10팀 중 정규시즌 4위에 오르며 7년 연속으로 포스트시즌에 진출했다. 이후 와일드카드 결정전에서 1승 어드벤티지를 가진 상황에서 키움 히어로즈를 1승 1패로 꺾었고, 준플레이오프에서 LG 트윈스를 2승 1패로 꺾은 데 이어, 플레이오프에서 삼성 라이온즈를 상대로 2전 2승으로 스윕승을 거두며 7년 연속으로 한국시리즈에 안착했다. 이는 역대 최초로 와일드카드 결정전을 치른 팀이 한국시리즈에 진출한 사례다. 그러나 한국시리즈에서 kt 위즈에게 스윕을 당하며 최종 순위는 2위로 통합 준우승에 만족해야 했다.

## 경우의 수
두산베어스의 경우의 수의 시작은 1998년 KBO 리그 때부터 시작되었다. 그 때에는 OB 베어스로 활동하였고, 그 당시 순위는 5위였다. 4위의 주인공은 해태 타이거즈였는데 최종전 두 경기를 앞두었지만 확실하게 순위는 결정되지는 않았는데 해태 타이거즈가 그냥 두 경기 중 한 경기만 승리해도 무조건 4위를 지킬 수 있었고 1998년 KBO 포스트시즌에 진출할 수 있는 상황이었다. 반면 OB 베어스는 두 경기를 무조건 이겨야 4위를 지킬 수 있었다. 그런데 놀라운 점은 OB 베어스와 해태 타이거즈가 최종전 두 경기를 앞두고 서로 제각각 다른 팀과 붙어서 경기를 한 게 아니라, 서로 두 경기를 맞대결하는 상황이었기 때문에 경우의 수는 사라졌다. 즉, OB 베어스와 해태 타이거즈가 2경기를 서로 맞대결하여 해태 타이거즈는 2경기 중 1경기만 이기면 4위가 되고, OB 베어스의 경우는 해태 타이거즈를 2경기 다 이겨야만 4위로 올라갈 수 있는 상황이었다. 즉, 2경기 중 해태 타이거즈가 최소 1승 1패를 하면 OB 베어스도 1승 1패가 되고, 반대로 OB 베어스가 2승을 하면 해태 타이거즈는 2패가 되기 때문이다. 장소는 광주야구장에서 열렸는데 실제로 2경기를 모두 OB 베어스가 이기는 덕에 기적적으로 OB 베어스가 해태 타이거즈를 떨어뜨리고, 1998년 KBO 포스트시즌에 진출하였다.

### 2021년
이런 일은 2020년부터 다시 경우의 수를 따지기 시작했고, 2021년의 야구 KBO 최종전에서도 경우의 수는 계속되었다. 단, 두산 베어스가 최종전에서 한화 이글스에게 무조건 패할 경우에만 경우의 수를 따지는 상황이었다. 이유는 SSG 랜더스의 두 경기 맞대결에서 2승을 못하고 1승 1패를 하는 바람에 경우의 수를 따지는 상황이었지만 그래도 4위의 유리한 고지는 두산 베어스가 가지고 있었다. 두산 베어스가 최종전에서 한화 이글스를 이기거나 비기면 최종 4위 확정이 무조건 가능하지만, 최종전에서 패하면 SSG 랜더스의 승패를 따져야 하는 경우의 수를 따지는 경우가 발생한다. 단, SSG 랜더스가 무조건 이겨야만 유일하게 두산 베어스가 5위로 하락할 수 있었고, SSG 랜더스가 비기거나 지면 비록 두산 베어스가 최종전에서 져도 그대로 4위 확보가 된다. 
그러나, 실제로 두산 베어스가 최종전 1회초부터 김재환의 투런 홈런을 치는 빌미를 시작으로 한화 이글스를 밀어붙이는 바람에 경우의 수 없이 4위 자리를 지켰다. 물론, 실제로 같은 시간에 SSG 랜더스가 KT 위즈에게 3:8로 대패해 졌는데도 말이다. 이런 경우에는 두산베어스는 져도 상관없는 일이었지만 두산베어스는 최종전에서 패배가 아닌 승리를 택하여 5:3으로 이겼다. 설령, 졌으면 두산베어스는 2020년 KBO 포스트시즌의 KT 위즈에게 2위를 지킬 수 있었던 도움을 준 상황을 반대로 KT 위즈가 최종전에서 대승의 보답을 두산베어스가 4위를 지킬 수 있는 상황으로 돌아온 좋은 영향이었다. 그런데, KT 위즈는 두산베어스의 2020년 KBO 포스트시즌에서 승리해서 3위까지 올라가 정작 자신(KT 위즈)도 승패 상관없이 2위를 지킬 수 있는 보답을 이번 2021년 최종전 경기에서 8:3으로 크게 승리하여 두산베어스에게 승패 상관없이 4위를 지킬 수 있는 선물을 주었지만, 정작 두산베어스는 5:3으로 최종전에서 자력으로 승리하여 최종 4위로 2021년 KBO 포스트시즌 진출을 확보했기 때문에 정작 2020년 KBO 포스트시즌에서 2위를 지킬 수 있었던 KT 위즈의 보답을 거절하였다. 한편, 두산베어스는 자력 4위에 성공한 후 와일드카드에서 키움 히어로즈에 이어 LG 트윈스와 삼성 라이온즈까지 이겨 사상 최초의 연속 7년 2021년 한국시리즈까지 진출하여 KT 위즈와 대결한다.

#### 2021년 실제 결과
| 날짜             | 원정 팀     | 득점  | 홈 팀       | 장소       | 승점           | 결과              | 비고 |
| ---------------- | ----------- | ----- | ----------- | ---------- | -------------- | ----------------- | --- |
| 2021년 10월 30일 | 두산 베어스 | 5 : 3 | 한화 이글스 | 대전야구장 | 71승 8무 65패  | 두산 베어스 승리  | 1. 같은 시간에 SSG 랜더스가 패배했기 때문에 사실 두산 베어스가 최종전에서 져도 상관없었다. 2. 최종전에서 승리하여 자력 4위로 경우의 수가 사라졌음.                                 |
| 2021년 10월 30일 | KT 위즈     | 8 : 3 | SSG 랜더스  | 문학야구장 | 66승 14무 64패 | SSG 랜더스의 패배 | 1. 설령 이기더라도 두산베어스도 승리했기 때문에 5위 확정. 2. 키움 히어로즈가 대승을 거두는 바람에 6위로 추락하면서 탈락. 3. SSG 랜더스는 2020년 KBO 포스트시즌부터 연속 진출 실패. |

## 선수단
- 선발투수: 미란다, 최원준, 로켓, 곽빈, 유희관
- 구원투수: 홍건희, 이승진, 이현승, 권휘, 박치국, 윤명준, 김명신, 김민규, 김도윤, 최승용, 문원, 남호, 고봉재, 이영하, 유재유, 박소준, 이형범, 이교훈, 현도훈, 장원준
- 마무리투수: 김강률, 최세창, 박웅, 조제영, 박정수
- 포수: 박세혁, 장승현, 최용제
- 1루수: 양석환, 박지훈, 권민석, 신성현
- 2루수: 강승호, 전민재, 황경태, 오명진, 오재원
- 유격수: 박계범, 안재석, 김재호
- 3루수: 서예일, 허경민
- 좌익수: 김재환, 조수행
- 중견수: 정수빈, 백동훈
- 우익수: 박건우, 김인태, 안권수, 국해성
- 지명타자: 페르난데스, 박성재, 김민혁

## 타이틀
- 도쿄 올림픽 국가대표: 최원준, 허경민, 박건우
- 최동원 상: 미란다
- 탈삼진: 미란다 (225)
- KBO MVP: 미란다
- KBO 골든글러브: 미란다 (투수)
- 조아제약 프로야구대상 기록상: 미란다
- 스포츠서울 올해의 기록상: 미란다
- 웰컴톱랭킹 투수 MVP: 미란다
- 웰컴톱랭킹 9월 타자 1위: 김재환
- 플레이오프 MVP: 페르난데스
- 준플레이오프 MVP: 정수빈
- 와일드카드 결정전 MVP: 페르난데스
- 컴투스프로야구2022 타이틀홀더 라인업: 미란다 (선발투수)
- 컴투스프로야구 내일은 MVP 라인업: 김태형 (감독), 강석천 (수석코치), 이도형 (타격코치), 김주찬 (주&수코치), 정재훈 (투수코치), 배영수 (불펜코치), 미란다 (선발투수)
- WAR: 미란다 (7.49)
- 수비 WAR: 김인태 (0.90)
- 완봉: 미란다 (1)
- 평균자책점: 미란다 (2.33)
- BB/K: 페르난데스 (1.86)
- 퀄리티 스타트: 미란다 (21)
- 경기 당 투구 수: 미란다 (104.2)

### 퓨처스리그
- 퓨처스리그 플레이어스 초이스 투수상: 최세창
- 퓨처스리그 플레이어스 초이스 야수상: 전민재
- 볼넷: 신성현 (48)
- 북부리그 타율: 신성현 (0.331)
- 북부리그 타석: 신성현 (295)
- 북부리그 타수: 오명진 (246)
- 북부리그 안타: 신성현 (79)
- 북부리그 2루타: 신성현 (18)
- 북부리그 3루타: 오명진 (5)
- 북부리그 타점: 신성현 (59)
- 북부리그 도루: 박지훈 (24)
- 북부리그 장타율: 신성현 (0.527)
- 북부리그 출루율: 신성현 (0.441)

## 특이 사항
- 두산은 6월 20일 수원 kt전에서 병살타 6개를 치며 역대 단일 경기 최다 병살타 기록을 세웠다.
- 미란다는 탈삼진 225개로 KBO 리그 역대 단일 시즌 최다 탈삼진 기록을 세웠다.
- 미란다는 이 시즌 2013년 이후 KBO 리그에서 규정 이닝을 채운 투수 중 단일 시즌 루킹+헛스윙 스트라이크 비율이 가장 높았다.
- 미란다는 루킹 삼진 64개를 잡아내 2013년 이후 KBO 리그 단일 시즌 최다 기록을 세웠다.
- 페르난데스는 상대 투수 루킹+헛스윙 스트라이크 허용 비율 18%로 2013년 이후 규정 타석 충족 타자 중 단일 시즌 최저 기록을 세웠다.
- 김도윤은 이 시즌까지 통산 타석 당 탈삼진 비율 66.7%로 KBO 리그 역대 10대 투수 최고 기록을 세웠다.
- 김도윤은 이 시즌까지 통산 피OPS 0.000으로 KBO 리그 역대 10대 투수 최저 기록을 세웠다.
- 이 시즌부터 2군 홈구장인 베어스 파크의 운영을 한국자산관리공사가 맡게 되었다.

## 같이 보기
- 2020년 두산 베어스 시즌